# Droga I/65 (Słowacja)
Droga krajowa 65 (słow. Cesta I/65) – droga krajowa I kategorii na Słowacji. Arteria łączy Nitrę z leżącym między Małą, a Wielką Fatrą miastem Martin. Trasa jest jednojezdniowa. Na odcinku kilkunastu kilometrów - w rejonie miast Nová Baňa i Žarnovica biegnie wspólnym śladem z drogą ekspresową R1. Między Nitrą, a skrzyżowaniem z drogą nr 9 krajowa 65 jest fragmentem tras europejskich E58 i E571.